# Yuri Ancarani
Yuri Ancarani, né le 31 janvier 1972 à Ravenne, en Émilie-Romagne (Italie), est un réalisateur et artiste vidéo italien.

## Filmographie partielle

### Au cinéma
- 2010 : Il capo : réalisateur, monteur, scénariste (court documentaire)
- 2011 : Piattaforma luna : réalisateur, monteur, scénariste, directeur de la photographie, producteur exécutif (court documentaire)
- 2012 : Da Vinci : réalisateur, monteur, scénariste, directeur de la photographie (court documentaire)
- 2013 : Ricordi per moderni : réalisateur, monteur, scénariste, directeur de la photographie, producteur (documentaire)
- 2014 : Séance : réalisateur, monteur, scénariste, directeur de la photographie, producteur (court documentaire)
- 2014 : Beretta, Human Technology : réalisateur (court métrage)
- 2014 : San Siro : réalisateur, monteur, scénariste, directeur de la photographie, producteur (court documentaire)
- 2016 : The Challenge : réalisateur, monteur, directeur de la photographie (documentaire)
- 2021 : Atlantide : réalisateur, monteur, directeur de la photographie, scénariste (long métrage)